# Roselín Huacarán
Roselín Huacarán es una deportista venezolana que compitió en judo. Ganó una medalla de plata en el Campeonato Panamericano de Judo de 1997, en la categoría de –45 kg.

## Palmarés internacional
| Campeonato Panamericano | Campeonato Panamericano | Campeonato Panamericano | Campeonato Panamericano |
| Año                     | Lugar                   | Medalla                 | Categoría               |
| ----------------------- | ----------------------- | ----------------------- | ----------------------- |
| 1997                    | Guadalajara (México)    | Medalla de plata        | –45 kg                  |